# Saint-Martin-la-Plaine
Saint-Martin-la-Plaine és un municipi francès situat al departament del Loira i a la regió d'Alvèrnia-Roine-Alps. L'any 2007 tenia 3.621 habitants.

## Demografia

### Població
El 2007 la població de fet de Saint-Martin-la-Plaine era de 3.621 persones. Hi havia 1.358 famílies de les quals 276 eren unipersonals (140 homes vivint sols i 136 dones vivint soles), 394 parelles sense fills, 599 parelles amb fills i 89 famílies monoparentals amb fills.
La població ha evolucionat segons el següent gràfic:
Habitants censats

### Habitatges
El 2007 hi havia 1.427 habitatges, 1.364 eren l'habitatge principal de la família, 16 eren segones residències i 47 estaven desocupats. 1.245 eren cases i 179 eren apartaments. Dels 1.364 habitatges principals, 1.097 estaven ocupats pels seus propietaris, 247 estaven llogats i ocupats pels llogaters i 20 estaven cedits a títol gratuït; 7 tenien una cambra, 69 en tenien dues, 191 en tenien tres, 395 en tenien quatre i 702 en tenien cinc o més. 1.065 habitatges disposaven pel capbaix d'una plaça de pàrquing. A 516 habitatges hi havia un automòbil i a 750 n'hi havia dos o més.

### Piràmide de població
La piràmide de població per edats i sexe el 2009 era:
| Homes | Edats   | Dones |
| ----- | ------- | ----- |
| 0     | 95 o +  | 8     |
| 0     | 90 a 94 | 0     |
| 16    | 85 a 89 | 4     |
| 12    | 80 a 84 | 24    |
| 44    | 75 a 79 | 68    |
| 44    | 70 a 74 | 72    |
| 60    | 65 a 69 | 48    |
| 84    | 60 a 64 | 60    |
| 104   | 55 a 59 | 96    |
| 124   | 50 a 54 | 128   |
| 124   | 45 a 49 | 136   |
| 184   | 40 a 44 | 148   |
| 92    | 35 a 39 | 120   |
| 112   | 30 a 34 | 140   |
| 100   | 25 a 29 | 104   |
| 104   | 20 a 24 | 48    |
| 156   | 15 a 19 | 128   |
| 144   | 10 a 14 | 144   |
| 156   | 5 a 9   | 104   |
| 92    | 0 a 4   | 100   |

## Economia
El 2007 la població en edat de treballar era de 2.390 persones, 1.814 eren actives i 576 eren inactives. De les 1.814 persones actives 1.715 estaven ocupades (904 homes i 811 dones) i 99 estaven aturades (47 homes i 52 dones). De les 576 persones inactives 176 estaven jubilades, 261 estaven estudiant i 139 estaven classificades com a «altres inactius».

### Ingressos
El 2009 a Saint-Martin-la-Plaine hi havia 1.388 unitats fiscals que integraven 3.737 persones, la mediana anual d'ingressos fiscals per persona era de 20.441 €.

### Activitats econòmiques
Dels 139 establiments que hi havia el 2007, 2 eren d'empreses alimentàries, 3 d'empreses de fabricació de material elèctric, 3 d'empreses de fabricació d'elements pel transport, 24 d'empreses de fabricació d'altres productes industrials, 18 d'empreses de construcció, 31 d'empreses de comerç i reparació d'automòbils, 5 d'empreses de transport, 7 d'empreses d'hostatgeria i restauració, 2 d'empreses d'informació i comunicació, 6 d'empreses financeres, 3 d'empreses immobiliàries, 12 d'empreses de serveis, 13 d'entitats de l'administració pública i 10 d'empreses classificades com a «altres activitats de serveis».
Dels 31 establiments de servei als particulars que hi havia el 2009, 1 era una oficina de correu, 2 oficines bancàries, 3 tallers de reparació d'automòbils i de material agrícola, 1 autoescola, 2 paletes, 3 guixaires pintors, 4 fusteries, 4 lampisteries, 3 electricistes, 3 perruqueries, 3 restaurants i 2 salons de bellesa.
Dels 7 establiments comercials que hi havia el 2009, 1 era una botiga de menys de 120 m², 1 una fleca, 1 una carnisseria, 1 una llibreria, 1 una botiga de roba, 1 un drogueria i 1 una floristeria.
L'any 2000 a Saint-Martin-la-Plaine hi havia 33 explotacions agrícoles que ocupaven un total de 288 hectàrees.

## Equipaments sanitaris i escolars
L'únic equipament sanitari que hi havia el 2009 era una farmàcia.
El 2009 hi havia 1 escola maternal i 2 escoles elementals.

## Poblacions més properes
El següent diagrama mostra les poblacions més properes.